# Beppe Grillo (Leichtathlet)
Beppe Grillo (* 25. Juni 2003) ist ein maltesischer Leichtathlet, der sich auf den Sprint spezialisiert hat. Aktuell ist er Inhaber des Landesrekordes im 100-Meter-Lauf.

## Sportliche Laufbahn
Erste Erfahrungen bei internationalen Meisterschaften sammelte Beppe Grillo im Jahr 2022, als er bei den U20-Weltmeisterschaften in Cali mit 11,05 s in der ersten Runde im 100-Meter-Lauf ausschied. Im Jahr darauf kam er bei den Halleneuropameisterschaften in Istanbul mit 6,95 s nicht über den Vorlauf über 60 Meter hinaus und im Mai gewann er bei den Spielen der kleinen Staaten von Europa (GSSE) in Marsa in 10,66 s die Bronzemedaille über 100 Meter hinter Francesco Sansovini aus San Marino und dem Zyprer Stavros Avgoustinou. Zudem belegte er in 21,59 s den sechsten Platz im 200-Meter-Lauf und siegte in 40,59 s mit der maltesischen 4-mal-100-Meter-Staffel. Anschließend wurde er bei der 3. Liga der Team-Europameisterschaft im Rahmen der Europaspiele in Chorzów in 10,82 s Sechster über 100 Meter und gelangte mit 21,42 s auf Rang fünf über 200 Meter. Zudem wurde er im Staffelbewerb in 41,11 s Dritter. Daraufhin schied er bei den U23-Europameisterschaften in Espoo mit 10,91 s und 21,72 s jeweils in der ersten Runde über 100 und 200 Meter aus. 2024 belegte er bei den U23-Mittelmeer-Meisterschaften in Ismailia in 10,60 s den vierten Platz über 100 Meter und kurz darauf gewann er bei den Balkan-Meisterschaften in Izmir in 10,23 s die Silbermedaille hinter den Türken Kayhan Özer und Mustafa Kemal Ay. Zudem sicherte er sich auch im Staffelbewerb in 40,57 s die Bronzemedaille hinter den Teams aus der Türkei und Griechenland. Im August nahm er dank einer Wildcard über 100 Meter an den Olympischen Sommerspielen in Paris teil und schied dort mit 10,69 s in der Vorausscheidungsrunde aus.
2025 schied er bei den Halleneuropameisterschaften in Apeldoorn mit 6,83 s in der ersten Runde über 60 Meter aus, wie auch bei den Hallenweltmeisterschaften kurz darauf in Nanjing mit 6,87 s. Ende Mai siegte er in 21,21 s über 200 Meter bei den GSSE in Andorra la Vella und gewann über 200 Meter in 10,62 s die Bronzemedaille über 100 Meter hinter Francesco Sansovini aus San Marino und dem Isländer Kolbeinn Höður Gunnarsson. Zudem gewann er mit der 4-mal-100-Meter-Staffel in 41,13 s die Silbermedaille hinter dem Team aus San Marino. Anschließend schied er bei den U23-Europameisterschaften in Bergen mit 10,81 s in der ersten Runde über 100 Meter aus. Kurz darauf schied er bei den World University Games in Bochum mit 21,51 s in der ersten Runde über 200 Meter aus.
In den Jahren von 2022 bis 2025 wurde Grillo maltesischer Meister im 100-Meter-Lauf sowie 2022 und 2024 auch über 200 Meter.

## Persönliche Bestleistungen
- 100 Meter: 10,23 s (+0,5 m/s), 25. Mai 2024 in Izmir (maltesischer Rekord)
  - 60 Meter (Halle): 6,83 s, 8. März 2025 in Apeldoorn
- 200 Meter: 21,19 s (+0,3 m/s), 14. Juni 2025 in Marsa